# Athlītikī Enōsis Kōnstantinoupoleōs 2024-2025 (pallacanestro)
Questa voce raccoglie le informazioni riguardanti l'Athlītikī Enōsis Kōnstantinoupoleōs B.C. nelle competizioni ufficiali della stagione 2024-2025.

## Stagione
La stagione 2024-2025 dell'Athlītikī Enōsis Kōnstantinoupoleōs è la 68ª nel massimo campionato greco di pallacanestro, l'A1 Ethniki.

## Roster
Aggiornato al 18 marzo 2025.
| AEK Betsson Atene 2024-25 | AEK Betsson Atene 2024-25 |
| Giocatori                 | Staff tecnico             |
| ------------------------- | ------------------------- |

| N. | Naz.                   | Ruolo | Nome                 | Anno | Alt.   | Peso   |  |
| -- | ---------------------- | ----- | -------------------- | ---- | ------ | ------ |  |
| 0  | Stati Uniti (bandiera) | AC    | RaiQuan Gray         | 1999 | 201 cm | 122 kg |  |
| 1  | Grecia (bandiera)      | C     | Gaios Skordilīs      | 1987 | 208 cm | 125 kg |  |
| 3  | Stati Uniti (bandiera) | P     | Prentiss Hubb        | 1999 | 190 cm | 80 kg  |  |
| 4  | Grecia (bandiera)      | P     | Zōīs Karampelas      | 2001 | 186 cm | 82 kg  |  |
| 7  | Grecia (bandiera)      | P     | Dīmītrīs Fliōnīs (C) | 1997 | 189 cm | 84 kg  |  |
| 8  | Stati Uniti (bandiera) | GA    | C.J. Bryce           | 1996 | 196 cm | 95 kg  |  |
| 9  | Grecia (bandiera)      | AP    | Alfredos Pilavios    | 1999 | 198 cm | 92 kg  |  |
| 11 | Grecia (bandiera)      | PG    | Giōrgos Fillios      | 2002 | 196 cm | 94 kg  |  |
| 11 | Grecia (bandiera)      | G     | Vasilīs Iōannou      | 2008 | 194 cm |        |  |
| 17 | Grecia (bandiera)      | AG    | Iōannīs Nikolaou     | 2007 | 201 cm |        |  |
| 19 | Lituania (bandiera)    | AG    | Mindaugas Kuzminskas | 1989 | 205 cm | 98 kg  |  |
| 21 | Grecia (bandiera)      | G     | Omīros Netzīpoglou   | 2002 | 195 cm | 80 kg  |  |
| 22 | Stati Uniti (bandiera) | G     | Nahiem Alleyne       | 2001 | 193 cm | 88 kg  |  |
| 23 | Germania (bandiera)    | G     | Joshua Obiesie       | 2000 | 198 cm | 86 kg  |  |
| 24 | Grecia (bandiera)      | AG    | Iōannīs Kouzeloglou  | 1995 | 208 cm | 95 kg  |  |
| 25 | Grecia (bandiera)      | GA    | Nikos Arsenopoulos   | 2000 | 198 cm | 91 kg  |  |
| 33 | Stati Uniti (bandiera) | C     | Grant Golden         | 1998 | 208 cm | 116 kg |  |
| 59 | Stati Uniti (bandiera) | G     | Rayjon Tucker        | 1997 | 193 cm | 95 kg  |  |
| 77 | Stati Uniti (bandiera) | G     | Hunter Hale          | 1997 | 191 cm | 84 kg  |  |
| -  | Grecia (bandiera)      | AP    | Michalīs Karagiannīs | 2007 | 190 cm |        |  |
| -  | Grecia (bandiera)      | G     | Athanasios Mikes     | 2007 | 192 cm |        |  |
| -  | Grecia (bandiera)      | PG    | Aristeidīs Panolias  | 2007 | 185 cm |        |  |
| -  | Grecia (bandiera)      | G     | Michaīl Spanos       | 2007 | 188 cm |        |  |
| -  | Grecia (bandiera)      | A     | Geōrgios Tigkopoulos | 2007 | 198 cm |        |  |

| Allenatore |
| - / Dragan Šakota                                                                                              |
| Assistente/i                                                                                                   |
| - Marinos Kōnstantīs - / Miloš Šakota - Andrea Vicenzutto Legenda - (C) Capitano - (IN) Inattivo - Infortunato |

## Mercato

### Sessione estiva
| Acquisti | Acquisti        | Acquisti            | Acquisti   | Acquisti |
| R.       | Nome            | da                  | Modalità   |          |
| -------- | --------------- | ------------------- | ---------- | -------- |
| P        | Prentiss Hubb   | Aquila Trento       | svincolato |          |
| PG       | Giōrgos Fillios | Aris Salonicco      | svincolato |          |
| PG       | Hunter Hale     | Promitheas          | svincolato |          |
| G        | Nahiem Alleyne  | St. John's R. Storm | svincolato |          |
| GA       | C.J. Bryce      | Parma Perm'         | svincolato |          |
| AC       | RaiQuan Gray    | Chicago Bulls       | svincolato |          |
| C        | Grant Golden    | Vanoli Cremona      | svincolato |          |
| C        | Gaios Skordilīs | Milōn               | svincolato |          |

| Cessioni | Cessioni             | Cessioni               | Cessioni       | Cessioni |
| R.       | Nome                 | a                      | Modalità       |          |
| -------- | -------------------- | ---------------------- | -------------- | -------- |
| P        | Langston Hall        | Karditsas              | fine contratto |          |
| P        | Brandon Knight       | Free agent             | fine contratto |          |
| P        | Chasson Randle       | Minnesota T'wolves     | fine contratto |          |
| G        | Austin Hollins       | Free agent             | fine contratto |          |
| G        | Jordan McRae         | Al-Ittihad Alessandria | fine contratto |          |
| AG       | Dīmītrīs Agravanīs   | Hefei Storm            | fine contratto |          |
| AG       | Manōlīs Mataliōtakīs | Doxa Lefkadas          | fine contratto |          |
| C        | Manos Chatzīdakīs    | Aris Salonicco         | fine contratto |          |
| C        | Jordan Morgan        | Free agent             | fine contratto |          |

### Dopo l'inizio della stagione
| Acquisti | Acquisti           | Acquisti              | Acquisti         | Acquisti   |
| R.       | Nome               | da                    | Data             | Modalità   |
| -------- | ------------------ | --------------------- | ---------------- | ---------- |
| G        | Joshua Obiesie     | Digione               | 29 novembre 2024 | svincolato |
| GA       | Nikos Arsenopoulos | Template:Basket Povoa | 21 febbraio 2025 | svincolato |
| G        | Rayjon Tucker      | Virtus Bologna        | 29 marzo 2025    | definitivo |

| Cessioni | Cessioni          | Cessioni                         | Cessioni         | Cessioni    |
| R.       | Nome              | a                                | Data             | Modalità    |
| -------- | ----------------- | -------------------------------- | ---------------- | ----------- |
| G        | Nahiem Alleyne    | Trefl Sopot                      | 22 novembre 2024 | prestito    |
| PG       | Giōrgos Fillios   | Aris Salonicco                   | 3 dicembre 2024  | rescissione |
| AP       | Alfredos Pilavios | Template:Basket Ermis Schimatari | 11 gennaio 2025  | rescissione |